# Boezinge

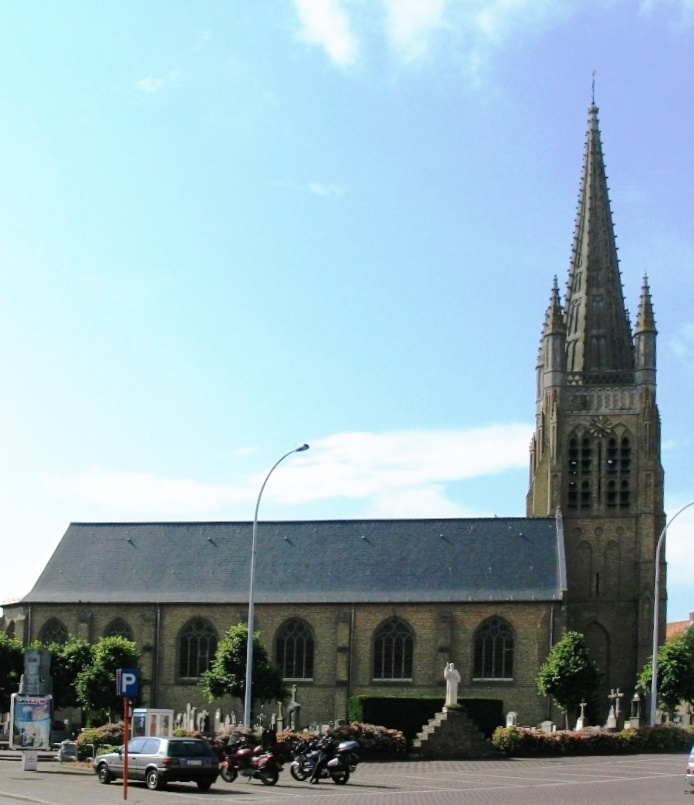
St. Michaelskirche

 Boezinge ist ein Dorf in der belgischen Provinz Westflandern, es gehört zur Stadt Ypern.
Eine erste Erwähnung fand der Ort 1119 (die Zeit der ersten Grafen von Ypern) in einer Chronik, die sich heute im St. Martinskapitel in Ypern befindet.
Ein bekanntes Bauwerk ist die im Ort befindliche St. Michaelskirche.
Auf dem nahe dem Ort gelegenen Artillery Wood-Friedhof befinden sich die Gräber des irischen Dichters Francis Ledwidge sowie des walisischen Dichters Hedd Wyn, die beide am 31. Juli 1917 in der Dritten Flandernschlacht fielen.
1977 verlor die Gemeinde ihre Selbstständigkeit und wurde nach Ypern eingemeindet.